# Công chứng viên

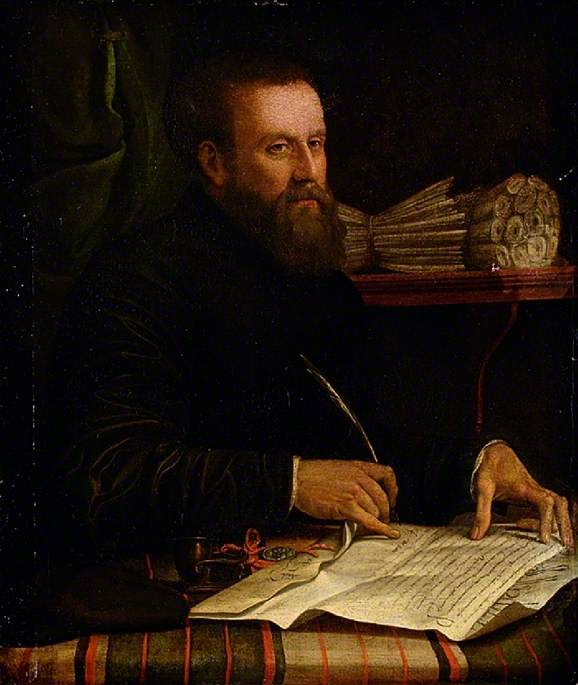
Họa phẩm một công chứng viên vào thế kỷ XVI-XVII

Công chứng viên là nhà chuyên môn về pháp luật, có đủ tiêu chuẩn theo quy định của pháp luật, được Bộ trưởng Bộ Tư pháp bổ nhiệm để hành nghề công chứng. Công chứng viên cung cấp dịch vụ công do Nhà nước ủy nhiệm thực hiện nhằm bảo đảm an toàn pháp lý cho các bên tham gia hợp đồng, giao dịch; phòng ngừa tranh chấp; góp phần bảo vệ quyền, lợi ích hợp pháp của cá nhân, tổ chức; ổn định và phát triển kinh tế - xã hội. Công chứng viên là những nhà luật học, những chuyên gia pháp luật có kiến thức pháp lý sâu rộng và áp dụng pháp luật nhuần nhuyễn, linh hoạt. Công chứng là việc Công chứng viên của Phòng công chứng hoặc Văn phòng công chứng chứng nhận tính xác thực, hợp pháp của hợp đồng, giao dịch bằng văn bản mà theo quy định của pháp luật phải công chứng hoặc cá nhân, tổ chức tự nguyện yêu cầu công chứng.

## Tiêu chuẩn
Tuy có những điểm khác nhau về thể chế nhưng hầu hết các nước đều công nhận công chứng là một nghề rất khó. Do vậy, việc gia nhập đội ngũ công chứng viên là một quy trình có tính cạnh tranh rất cao, được lựa chọn theo các tiêu chuẩn hết sức nghiêm ngặt.
Tiêu chuẩn chung: Pháp luật các nước có khá nhiều điểm tương đồng trong quy định về tiêu chuẩn công chứng viên. Cụ thể, công chứng viên phải là công dân của nước đó, không thuộc trường hợp mất năng lực hoặc không có khả  năng thực hiện vai trò của công chứng viên, là tiến sĩ hoặc người tốt nghiệp luật, có nhân cách và năng lực phù hợp với chức danh, đã trải qua khóa đào tạo nghề dài và chuyên sâu, hoàn thành thời gian tập sự hành nghề công chứng và vượt qua kỳ thi tuyển công chứng viên.
Tiêu chuẩn về trình độ: Để khẳng định vị trí của chức danh công chứng viên, một số nước quy định tất cả các công chứng viên phải đủ điều kiện chuyên môn làm thẩm phán và luật sư (Đức) hoặc đã làm công chứng viên dự bị với một thời gian nhất định (ít nhất 2 năm theo Luật của Ba Lan) hoặc phải là người đã được bổ nhiệm trong hơn 10 năm vào các công việc được quy định theo Luật (Hàn Quốc)… Với một số đối tượng như giáo sư, tiến sỹ luật học, thẩm phán, luật sư, tư vấn pháp luật có thâm niên ít nhất 3 năm… thì một số tiêu chuẩn có thể được xem xét giảm bớt, ví dụ như tiêu chuẩn về thời gian làm công chứng viên dự bị hoặc được miễn khóa đào tạo nghề, miễn thời gian tập sự hành nghề (Ba Lan, Trung Quốc).
Tiêu chuẩn về tuổi: Về tuổi bổ nhiệm, theo thông lệ phương Tây, lợi thế về độ tuổi được xem xét vì nghề này đòi hỏi phải có một nền tảng vững chắc và kinh nghiệm đáng kể. Ví dụ như: công chứng viên tại Đức phải là người ít nhất 35 tuổi và không quá 70 tuổi khi bổ nhiệm lần đầu. Tại Ba Lan thì ít nhất 26 tuổi mới được bổ nhiệm. Tại Tây Ban Nha độ tuổi trung bình thấp nhất để được bổ nhiệm công chứng viên từ 27 đến 28 tuổi. Còn tại Nhật Bản, nhiều công chứng viên được bổ nhiệm khi họ khoảng 58 đến 62 tuổi và làm công chứng viên trong vòng 8 đến 10 năm. Tại Hàn Quốc, chỉ những người ở độ tuổi trung niên mới được bổ nhiệm làm công chứng viên. Về tuổi hành nghề, đa số các nước đều quy định độ tuổi tối đa là 65 hoặc 70 (Trung Quốc, Tây Ban Nha, Đức, Nhật Bản).
Ngoài các tiêu chuẩn nêu trên, các nước như Pháp, Đức, Tây Ban Nha đều quy định công chứng viên phải khẳng định được uy tín của mình. Khách hàng khi đến yêu cầu công chứng phải có niềm tin vào người công chứng viên về việc người này rất minh bạch, không thiên vị, hoàn toàn tin tưởng.
Tiêu chuẩn bổ nhiệm Công chứng viên tại Việt Nam: Luật Công chứng của nhà nước Việt Nam năm 2014 quy định: Công dân Việt Nam thường trú tại Việt Nam, tuân thủ Hiến pháp và pháp luật, có phẩm chất đạo đức tốt và có đủ các tiêu chuẩn sau đây thì được xem xét, bổ nhiệm công chứng viên:
- Có bằng cử nhân luật;
- Có thời gian công tác pháp luật từ 05 năm trở lên tại các cơ quan, tổ chức sau khi đã có bằng cử nhân luật;
- Tốt nghiệp khóa đào tạo nghề công chứng tại Học viện tư pháp. Thời gian đào tạo nghề công chứng là 01 năm.
- Đạt yêu cầu kiểm tra kết quả tập sự hành nghề công chứng. Thời gian tập sự công chứng là 01 năm.
- Bảo đảm sức khỏe để hành nghề công chứng.

## Vai trò
Vị trí, vai trò và tính chất hành nghề của công chứng viên: Tại các nước thuộc hệ thống công chứng Latinh (Đức, Áo, Bỉ, Tây Ban Nha, Pháp, Ý, Hà Lan, Ba Lan, Bồ Đào Nha và Cộng hòa Séc), công chứng viên vừa là công chức, vừa là người hành nghề tự do. Tính chất nghề nghiệp này không chỉ đúng với công chứng viên dân luật ở các nước phương Tây mà còn được áp dụng với công chứng viên của Trung Quốc, Mông Cổ và nhiều nước Châu Á khác. Nói cách khác, tính chất chung của nghề nghiệp công chứng là hoạt động công vụ chứ không phải là hoạt động kinh doanh. Do vậy, công chứng viên tại một số nước được sử dụng con dấu công vụ, con dấu có hình quốc huy (Ba Lan). Tại Ba Lan, công chứng viên được hưởng chế độ như các viên chức công khác, được gọi là "công chức làm chứng". Công chứng viên được đặt dưới sự quản lý chặt chẽ của Bộ Tư pháp và được coi như công chức dù không hưởng lương từ ngân sách nhà nước. Nói cách khác, công chứng viên là một công chức đặc biệt vì công chứng viên do nhà nước bổ nhiệm, phải tuân theo quy định của Nhà nước, đặt dưới sự kiểm soát chặt chẽ của Nhà nước nhưng lại hành nghề với tư cách tự do (tự hành nghề, tự đầu tư cơ sở vật chất, tự nuôi bộ máy giúp việc, thu nhập từ nguồn khách hàng…).
Ở Pháp, công chứng viên là các công chức được Bộ trưởng Bộ Tư pháp bổ nhiệm, vì thế công chứng viên được trao cho công quyền. Là một nhà chuyên môn hoạt động trong mọi lĩnh vực pháp luật, công chứng viên là một luật gia đầy đủ, không đơn thuần là người soạn thảo văn bản mà còn là người làm nhiệm vụ công chứng, chứng thực, người tư vấn pháp luật và người thu thuế cho nhà nước. Ngoài ra, công chứng viên còn có thể thực hiện một số nhiệm vụ khác do khách hàng hoặc các cơ quan xét xử yêu cầu. Công chứng viên là người hợp thức hóa thỏa thuận của các bên và có thẩm quyền đóng con dấu xác thực vào toàn bộ các văn bản mà mình tiếp nhận. Công chứng viên cũng bảo đảm lưu giữ toàn bộ các dự thảo văn bản. Ngoài chức năng xác thực tính hợp lệ và bảo đảm an toàn cho các văn bản nói trên, các công chứng viên còn có thể can thiệp với phạm vi rộng hơn; họ là các chuyên gia về pháp luật tổng quát với một tầm nhìn tổng thể về các vấn đề pháp lý. Họ có thể can thiệp vào khuôn khổ pháp lý nói chung và khuôn khổ pháp lý về thuế, điều đó khiến họ trở nên đặc biệt hiệu quả trong việc tư vấn cho khách hàng của mình.
Tại Đức, công chứng viên là công chức do Nhà nước bổ nhiệm, chuyên tư vấn một cách độc lập, trung lập và khách quan cho các giao dịch pháp lý quan trọng. Công chứng viên đóng vai trò then chốt trong luật về bất động sản, luật thế chấp, luật về hợp đồng, luật công ty cũng như các luật khác về gia đình và thừa kế. Các công chứng viên dân luật là các cố vấn độc lập, trung lập và khách quan cho tất cả các bên tham gia giao dịch. Họ kiểm tra ý định của các bên, dự thảo hợp đồng và các công cụ cần thiết để thực hiện giao dịch dự kiến và bảo đảm các quy định trong hợp đồng tuân thủ với luật. Các công chứng viên dân luật cũng xác minh năng lực đầy đủ của các bên để ký kết thỏa thuận dự kiến và để hiểu đầy đủ những hệ lụy về pháp lý của các cam kết mà họ đưa ra. Nếu không, luật pháp yêu cầu công chứng viên dân luật phải từ chối sự tham gia của người đó.
Tại Tây Ban Nha, công chứng viên là một công chức có thẩm quyền cung cấp bằng chứng về các hợp đồng và các hoạt động ngoài tố tụng khác. Là một công chức, công chứng viên phải bảo đảm độ chính xác của những gì công chứng viên nhìn thấy, nghe thấy, quan sát thấy hoặc cảm nhận được; tính xác thực và hiệu lực bằng chứng đối với các lời khai thể hiện ý chí của các bên trong các văn bản được soạn thảo theo luật. Sau đó, công chứng viên có thẩm quyền hành động và chứng từ hóa toàn bộ các loại tình tiết, hành vi, hợp đồng và nói chung là mọi hoạt động kinh doanh hợp pháp trong phạm vi luật pháp ngoài tố tụng. Không có loại công chức nào khác có thể hành động với phạm vi rộng như vậy trong lĩnh vực này. Tại Trung Quốc, công chứng viên vừa là công chức vừa là những người hành nghề tự do. Với tư cách là công chức, họ được bổ nhiệm bởi một cơ quan chính phủ, phải chịu các nghĩa vụ kỷ luật, trách nhiệm dân sự hoặc hình sự. Với tư cách người hành nghề tự do, công chứng viên có thể lựa chọn địa điểm thành lập văn phòng của mình, tuyển dụng nhân viên cũng như mua sắm các trang thiết bị cần thiết. Họ được khách hàng trả tiền và trích lại một phần để nộp cho nhà nước.

## Nhiệm vụ
Theo hệ thống Luật Latinh, công chứng viên là những cán bộ chuyên môn bảo đảm được hiệu quả và tính chắc chắn về mặt pháp lý của những hợp đồng giao dịch và thay mặt Nhà nước thu thuế chuyển nhượng, thu phí đăng ký và trả thuế này cho cơ quan thuế trong khoảng thời gian rất ngắn. Nhờ đó, chính quyền thường xuyên nhận được những khoản thanh toán này một cách rất hiệu quả và nếu những khoản này không được thanh toán, công chứng viên phải chịu toàn bộ trách nhiệm đối với chính quyền về việc thanh toán những khoản thuế này.
Theo quy định của Tây Ban Nha, công chứng viên là công chức có thẩm quyền cung cấp bằng chứng theo quy định của pháp luật về các hợp đồng và các hoạt động ngoại tụng khác. Để thực hiện vai trò này, công chứng viên là một người hành nghề luật độc lập, có nhiệm vụ đánh giá một cách công tâm không thiên vị những người yêu cầu cung cấp dịch vụ và tư vấn cho họ những công cụ pháp lý phù hợp nhất để đạt được kết quả hợp pháp mà họ mong muốn. Sau đó, công chứng viên có thẩm quyền hành động và chứng từ hóa toàn bộ các tình tiết, hành vi mà nói chung là mọi hoạt động kinh doanh hợp pháp trong phạm vi luật pháp ngoài tố tụng.
Trong xã hội Pháp, chức năng tư vấn của công chứng viên đã có bước phát triển rất mạnh mẽ. Hoạt động tư vấn của công chứng viên đã đáp ứng được nhu cầu ngày càng cao của người dân trong mọi lĩnh vực (hôn nhân gia đình, thương mại, bất động sản hay trong quản lý tài sản…). Công chứng viên có nghĩa vụ tư vấn cho mọi khách hàng, không phân biệt trình độ hiểu biết; đưa ra những lời tư vấn phù hợp với quy định của pháp luật, nhưng đồng thời cũng có lợi nhất cho khách hàng. Công chứng viên phải giải thích để các bên hiểu rõ tính chất của thỏa thuận, những hệ quả của thỏa thuận mà họ ký kết với nhau trước khi công chứng, đồng thời cũng phải giúp khách hàng thực hiện thỏa thuận đó.
Ngoài nhiệm vụ soạn thảo, công chứng văn bản và tư vấn, công chứng viên còn có thể thực hiện một số nhiệm vụ khác theo yêu cầu của Tòa án hoặc theo yêu cầu của khách hàng. Theo yêu cầu của Tòa án, công chứng viên có thể lập dự thảo phân chia tài sản trong một vụ ly hôn, làm giám định viên trong vụ ly hôn, hỗ trợ thẩm phán đánh giá giá trị bất động sản, làm người giám hộ, người quản lý tài sản của người bị mất năng lực hành vi mà không có gia đình. Theo yêu cầu của khách hàng, công chứng viên có thể tìm nguồn vốn vay cho khách hàng, giúp khách hàng chuyển vốn vào tổ chức đầu tư, thương lượng bán bất động sản hoặc sản nghiệp thương mại, lập bản kê khai tài sản thừa kế…
Ở Trung Quốc, công chứng viên có nhiệm vụ cung cấp tư vấn cho các bên trước khi thông báo về phạm vi và hậu quả của chứng thư mà họ ký. Ngoài ra, công chứng viên phải lưu trữ bằng chứng của thông báo này. Điều này cho thấy chính quyền Trung Quốc đã quyết định áp dụng triệt để nhiệm vụ tư vấn nhưng, bằng cách giữ bằng chứng về trách nhiệm tư vấn, họ cũng ngăn chặn bất kỳ sự lạm dụng nào từ các khách hàng không trung thực.
Như vậy, có thể thấy, với nhiệm vụ cung cấp bằng chứng, tư vấn, hòa giải, lập văn bản và thu thuế, công chứng viên có phạm vi hoạt động tương đối rộng so với các công chức khác. Hoạt động pháp luật duy nhất mà công chứng viên không được làm là bào chữa trong các vụ kiện. Điều này cũng hoàn toàn phù hợp để bảo đảm tính độc lập trong hoạt động của công chứng viên. Với việc trao cho công chứng viên chức năng, nhiệm vụ đặc biệt như trên, Nhà nước đặt ra những yêu cầu, tiêu chuẩn khắt khe đối với hoạt động của công chứng viên, đồng thời, tạo lập một vị trí xứng đáng cho chức danh này trong xã hội, nơi mà người dân tin tưởng và coi công chứng viên là những "thẩm phán hợp đồng", "bác sĩ tài sản" của họ.

## Trường hợp cấm
Bên cạnh những tiêu chuẩn và điều kiện để trở thành một công chứng viên thì Nhà nước cũng có những quy định cụ thể để những trường không được làm công chứng viên. Những trường hợp dưới đây không được phép trở thành công chứng viên:
- Những người đang bị truy cứu trách nhiệm hình sự, có kết tội của tòa án bằng bản án. Những tội đó có thể là do vô ý hoặc cố ý đã thực hiện xong những vẫn còn để lại án tích và chưa được xóa án tích.
- Những trường hợp đang bị áp dụng biện pháp xử lý hành chính, xử phạt với mức án treo hoặc mức phạt theo quy định của pháp luật.
- Những người bị mất hoặc bị hạn chế về năng lực hành vi dân sự cũng được thực hiện nghề công chứng viên.
- Đối với những cán bộ, công chức, viên chức đã hoặc đang bị bãi nhiệm, bị kỷ luật như buộc thôi việc, bị cách chức. Những người đang làm quân nhân, sĩ quan, những người làm trong các đơn vị của quân đội mà bị kỷ luật hay cách chức, tước quân hàm cũng không được trở thành công chứng viên.
- Luật sư bị thu hồi chứng chỉ hành nghề, bị xóa tên khỏi danh sách của Đoàn luật sư, bị người có thẩm quyển hạ hay bị bãi bỏ quyền sử dụng chứng chỉ hành nghề nhưng đang bị thi hành án 03 năm kể từ ngày bắt đầu tịch thu chứng chỉ hành nghề cũng không được phép trở thành công chứng viên.
- Những người nằm trong một trong những trường hợp kể trên sẽ không được phép làm công chứng viên theo quy định của pháp luật.